# 수프라랜드
수프라랜드(영어;Supraland)는 Supra games에서 개발하여 2019년 4월 5일에 출시한 메트로배니아 비디오 게임이다. 수프라랜드라고 하지만 수프랄랜드, 숲랄랜드 등 발음이 다양하다.
Supraland의 시리즈 중 하나인 본편 Supraland는 Supra games에서 개발했다지만 사실은 David Münnich가 1인 개발을 했다.

## 게임 스토리
빨강마을에 갑자기 물이 고갈되어 사람들이 물을 마시지 못하게 되고, 주인공의 아버지이자 국왕은 원인을 찾으라고 한다. 주인공은 파란 마을 사람들이 토관을 망가뜨리는 것을 국왕에게 보고하고, 파란 마을로 가는 여정을 떠나게 된다. 파란 마을로 가는 도중 각종 방해물들을 극복해내기 위한 맥거핀들을 하나하나 획득하는 과정 중 파란 마을 왕자에게 방해를 받고, 래틀핵이 깨어나게 되지만 우여곡절 끝에 이를 모두 극복하고 파란 마을에 도착한다. 그러나 파란 마을 왕자에게 무기를 거의 빼앗기게 되고 다시 되찾아 파란 마을의 왕을 만난다. 한편 파란 마을 왕자는 가뭄의 원인인 미트 백을 상대하려다 미트 백에게 패배하고 위치변환기를 잃었다. 주인공은 자신을 방해해오던 사람이 자신의 형제라는것을 알게 되었고 그를 찾으러 화산 지형에 간다. 주인공은 그를 찾아서 파란 마을 왕에게 보내고 가뭄의 원인인 미트 백을 쓰러뜨리기 위한 여정이 시작된다. 그 과정에서 미스터 미라클을 만나 그의 도움을 받으며 미트 백을 쓰러뜨리고, 빨간 마을과 파란 마을에는 가뭄이 해결되고 평화가 찾아온다.

## 무기 종류

### 검/수프라 검 [키보드 1]
수프라랜드에서 가장 먼저 얻는 무기로, 기본적으로 피해량 2부터 시작해서 게임 막바지에는 36까지 증가한다. 18배 차이가 난다. 빨간색 달을 모두 모으면 피해량이 40 증가하고 공격 쿨타임이 거의 없다시피 한 수프라 검으로 변한다. 최종적으로 대미지는 76이다.

### 건(빨간색 맥거핀)/수프라 건 [키보드 2]
빨간색 크리스탈에서 얻는 빨간색 맥거핀으로, 기본적으로 피해량 15부터 시작하여 게임 막바지가 되면 79까지 증가한다. 약 5.27배 차이가 난다. 파란색 크리스탈에 있는 파란색 맥거핀을 얻으러 가는 도중 건이 수프라 건으로 업그레이드된다. 수프라 건은 보조사격이랑 콤보 공격이 추가되며, 보조사격의 초기 대미지는 4, 콤보는 100이다. 게임 막바지가 되면 보조사격은 128, 콤보는 300까지 증가한다. 또한 빨간색 달을 모두 찾을 시기가 되면 쿨타임이 거의 없다시피 한 수프라 건이 된다.

### 포스 빔(보라색 맥거핀) [키보드 3]
보라색 크리스탈에서 얻는 보라색 맥거핀이다. 피해량은 없고 밧줄 같은 것이다. 나무, 빛나는 보라색 물체, 금에다가 연결 가능하며 우클릭을 하면 플레이어나 물체 등을 끌어당기기도 한다.

### 위치변환기(초록색 맥거핀) [키보드 4]
초록색 크리스탈에서 얻는 초록색 맥거핀이다. 피해량은 기본적으로 100부터 시작하여 게임 막바지에는 4배 증가한 400의 대미지(최대로 들어갔을 경우)를 입힌다. 초록색 공을 발사하여 적에게 대미지를 주거나 우클릭으로 순간이동하는데 주로 사용된다. 또한 초록색 공은 염색이 가능하여 공 색깔을 임의로 바꿔서 스테이지 통과도 가능하다.

### 포스 큐브 [키보드 F]
게임 극초반에 검 다음으로 얻는 2번째 무기로, 맥거핀과는 별개이며 피해량은 20 ~ 100으로 랜덤이다. 포스큐브 대미지 표시하는 업그레이드를 얻었을 경우 거의 대부분의 포스큐브 공격은 90에 가까운 피해를 입힌다. 전투보다는 어두운 곳을 밝히거나 지형지물을 넘어가거나, 스테이지 통과를 위해서도 사용된다.

### 내려찍기 신발 [키보드 Ctrl]
파란색 크리스탈로 가는 과정 중 얻게 되는 무기이다. 신발이며 내려찍기를 할 수 있다. 파란색 점핑패드에서 중간에 내려찍기를 하면 내려와지며, 중간중간에 있는 코인을 획득 가능하다. 기본적 피해량은 50에 사정거리는 1m이다. 게임 막바지에 다다르면 피해량 208에 사정거리는 3배 늘어나 3m가 된다.

### 클로드 버클(파란색 맥거핀) [키보드 Q]
파란색 크리스탈에서 얻는 파란색 맥거핀이다. 금속으로 된 물체 주변을 날아다니거나 가벼운 금속 물체들을 끌어당길 수 있는 사기적이고 시간을 단축해주는 아이템이지만 금속에서의 이동 속도가 매우 느리다.

### 강함
보라색 맥거핀을 얻은 다음 얼마 지나지 않아 얻을 수 있는 능력으로, 기존에는 물체를 들때 점프력이 매우 낮아졌지만 점프력 감소 효과를 무효화시키고, 들 수 없는 무거운 물체를 들 수 있다. 또한 이 능력이 있는 상태에서 무거운 금속 물체에다 클로드 버클을 쓰면 금속 물체랑 플레이어가 같이 끌려다닌다.

### 지도
파란색 맥거핀을 얻은 다음, 파란색 크리스탈에서 포기하지 않고 계속해서 상자를 찾아다닐 경우 얻을 수 있다. 그런데 돈 주고 사야한다. 말 그대로 지도이다.